# Krîva Ruda, Hlobîne
Krîva Ruda (în ucraineană Крива Руда) este un sat în comuna Sveatîlivka din raionul Hlobîne, regiunea Poltava, Ucraina.